# E5

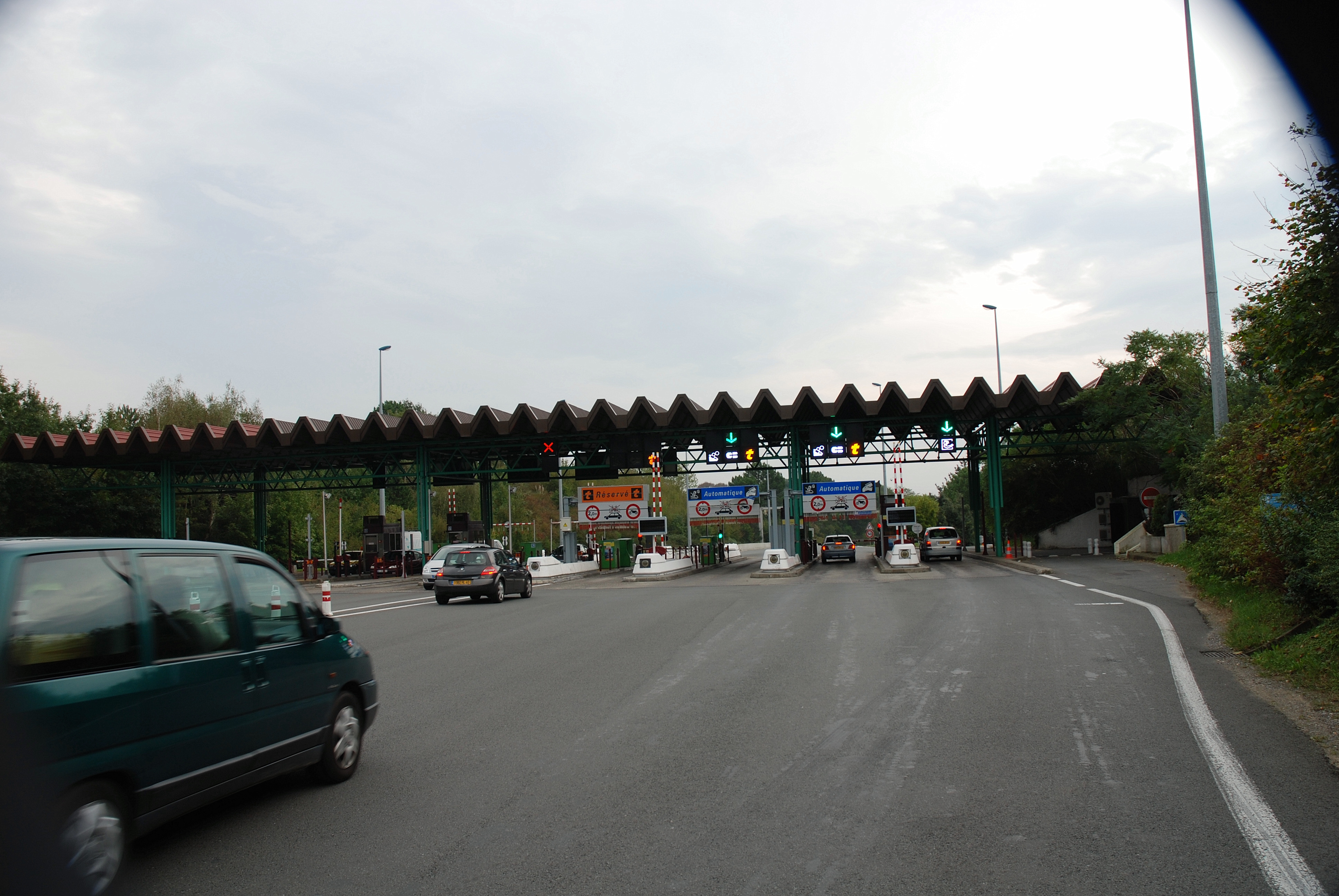
Betalstation vid E5/E70/A63 nära Biarritz.

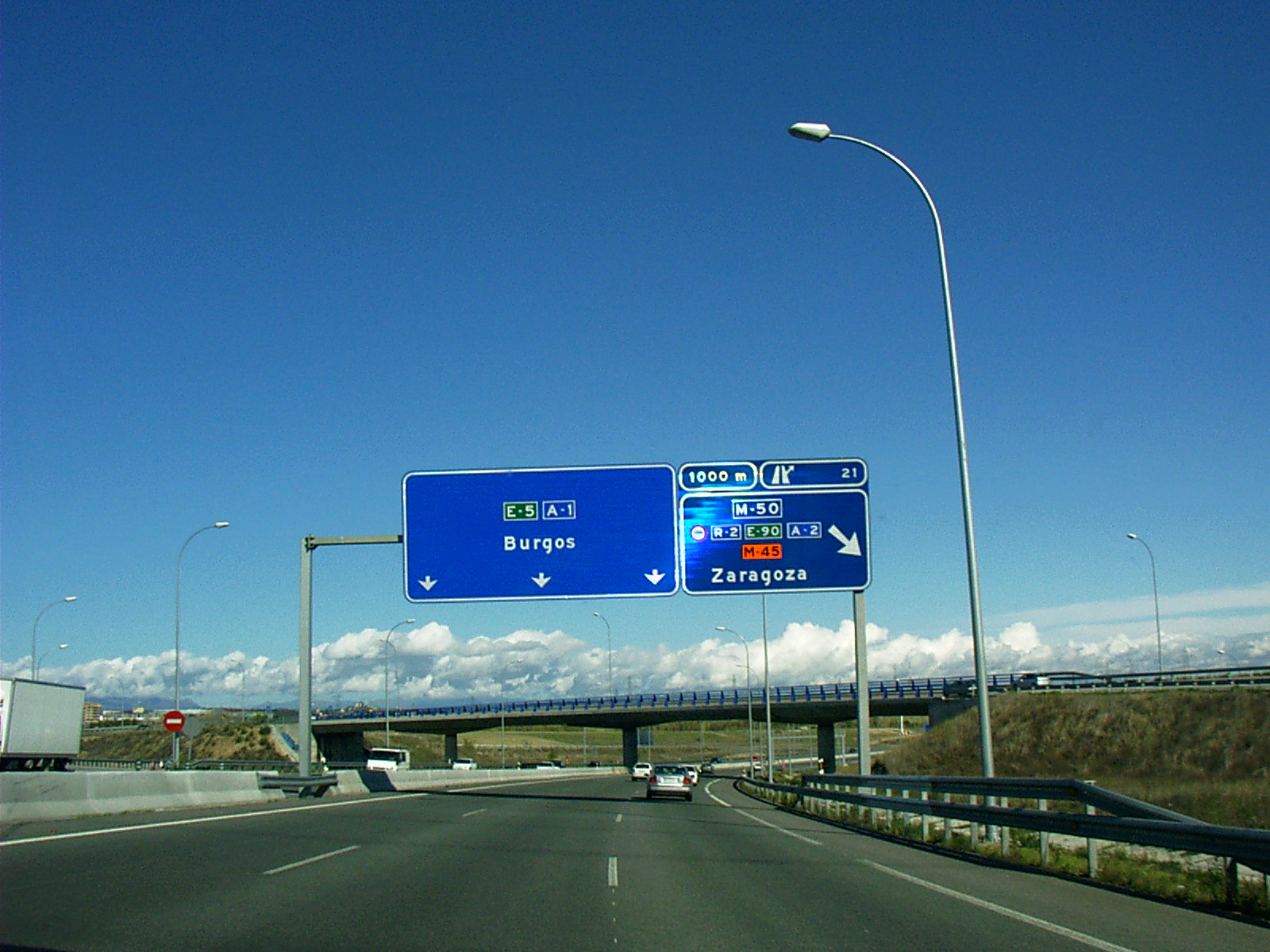
E5/A1 i Spanien, nära Madrid.

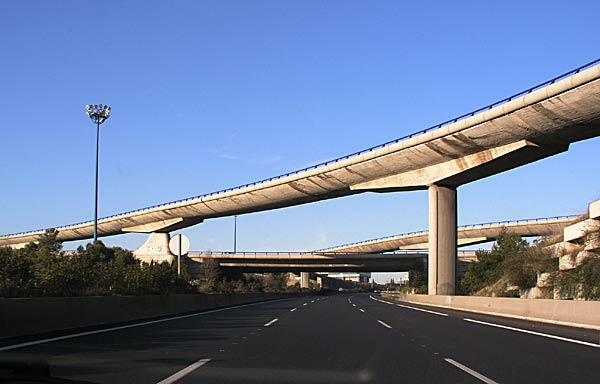
Motorvägskorsning längs E5/A1 i Spanien, nära Madrid.

E5 eller Europaväg 5 är en europaväg som börjar i Greenock i Skottland och slutar i Algeciras i Spanien. Längden är 2 960 kilometer, varav 730 kilometer i Storbritannien, 1 000 kilometer i Frankrike, och 1 230 kilometer i Spanien.

## Sträckning
Greenock - Glasgow - Gretna - Carlisle - Penrith - Preston - Warrington - Birmingham - Newbury - Southampton - (färja, gräns Storbritannien-Frankrike) - Le Havre - Paris - Orléans - Tours - Poitiers - Bordeaux - (gräns Frankrike-Spanien) - San Sebastián - Burgos - Madrid - Córdoba - Sevilla - Cádiz - Algeciras
I Storbritannien skyltas inte några europavägar.
Vid Tarífa nära Algeciras ligger Europas sydligaste fastlandspunkt och E5 är där den sydligaste europavägen på Europas fastland. På Kreta finns sydligare europavägar E65 och E75.

## Standard
E5 är motorväg större delen av sträckan i Storbritannien. De skyltas M8, M74, A74(M), M6 och M40. E5 skyltas däremot inte.
Sträckan Oxford-Southampton är landsväg.
Mellan Southampton och  Le Havre är det havsavbrott (Engelska kanalen). Man kan ta sig över med färja.
I Frankrike är E5 motorväg hela vägen och de har nummer A13, A10 och A63. 
I Spanien är E5 motorväg eller fyrfältsväg hela vägen (utom de sista 100 km) och de har nummer A-8, AP-68, AP-1, A-1, A-4 och AP-4. De sista 100 km söder om Cadiz är landsväg nr N340.

## Anslutningar till andra europavägar
| - E16 - E18 - E20 - E22 - E24 - E30 |  | - E46 - E50 - E60 - E502 - E62 - E601 |  | - E603 - E606 - E70 - E72 - E80 - E805 |  | - E804 - E90 - E901 - E902 - E1 - E15 |

## Tidigare sträckning
I det gamla europavägssystemet (som i många länder användes till 1985) gick E5 liksom andra ensiffriga europavägar genom hela Europa, enligt följande:
London-Calais-Bryssel-Köln-Nürnberg-Wien-Budapest-Belgrad-Nis-Thessaloniki-Istanbul(parallell sidovariant Nis-Sofia-Istanbul)-Ankara-Iskenderun.